# Кародано Инфериоре (Ла Специја)
Кародано Инфериоре је насеље у Италији у округу Ла Специја, региону Лигурија.
Према процени из 2011. у насељу је живело 146 становника. Насеље се налази на надморској висини од 207 м.